# Костобобрів
Костобобрів, Костобобр — село в Україні, у Семенівській міській громаді Новгород-Сіверського району Чернігівської області. До 2017 року органом місцевого самоврядування була Костобобрівська сільська рада.
Населення становить 251 осіб.

## Географія
Селом протікає річка Гаркавка, ліва притока Ревни.

## Розташування

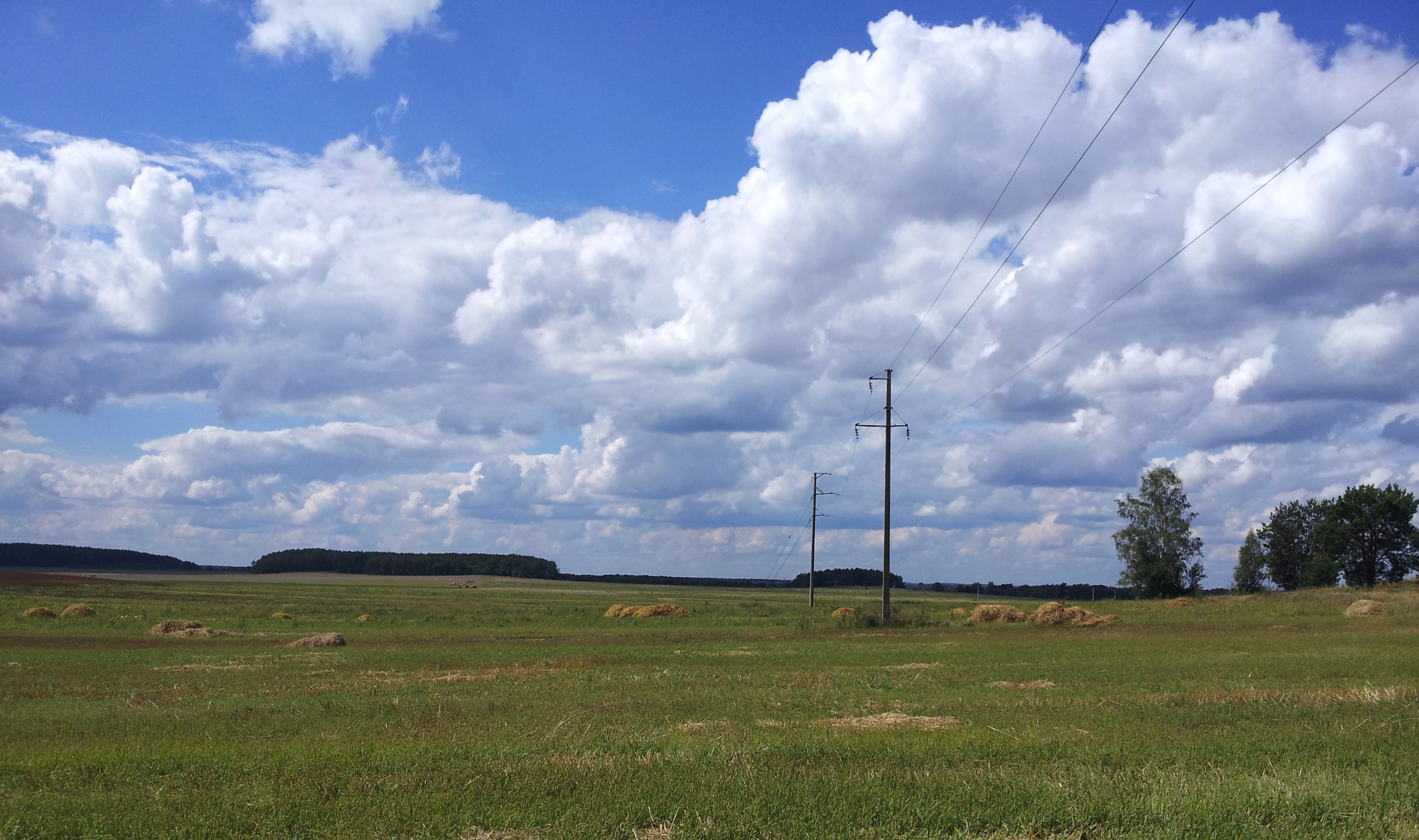
Природа біля села Костобобрів

Розташоване за 5 км від кордону з Російською Федерацією, над річкою Коста.
За переказами назва походить від річки Коста, у якій водилася велика кількість бобрів.

## Історія
Засноване в XVIII столітті українськими козаками Стародубського полку Гетьманщини. У XIX — на початку XX століття село було волосним центром Новгород-Сіверського повіту Чернігівської губернії, з двома церквами. За часів Радянського Союзу одна з церков (дерев'яна) була спалена, а в іншій розміщувалася Костобобрівська середня школа.

## Костобобрів як волосний центр

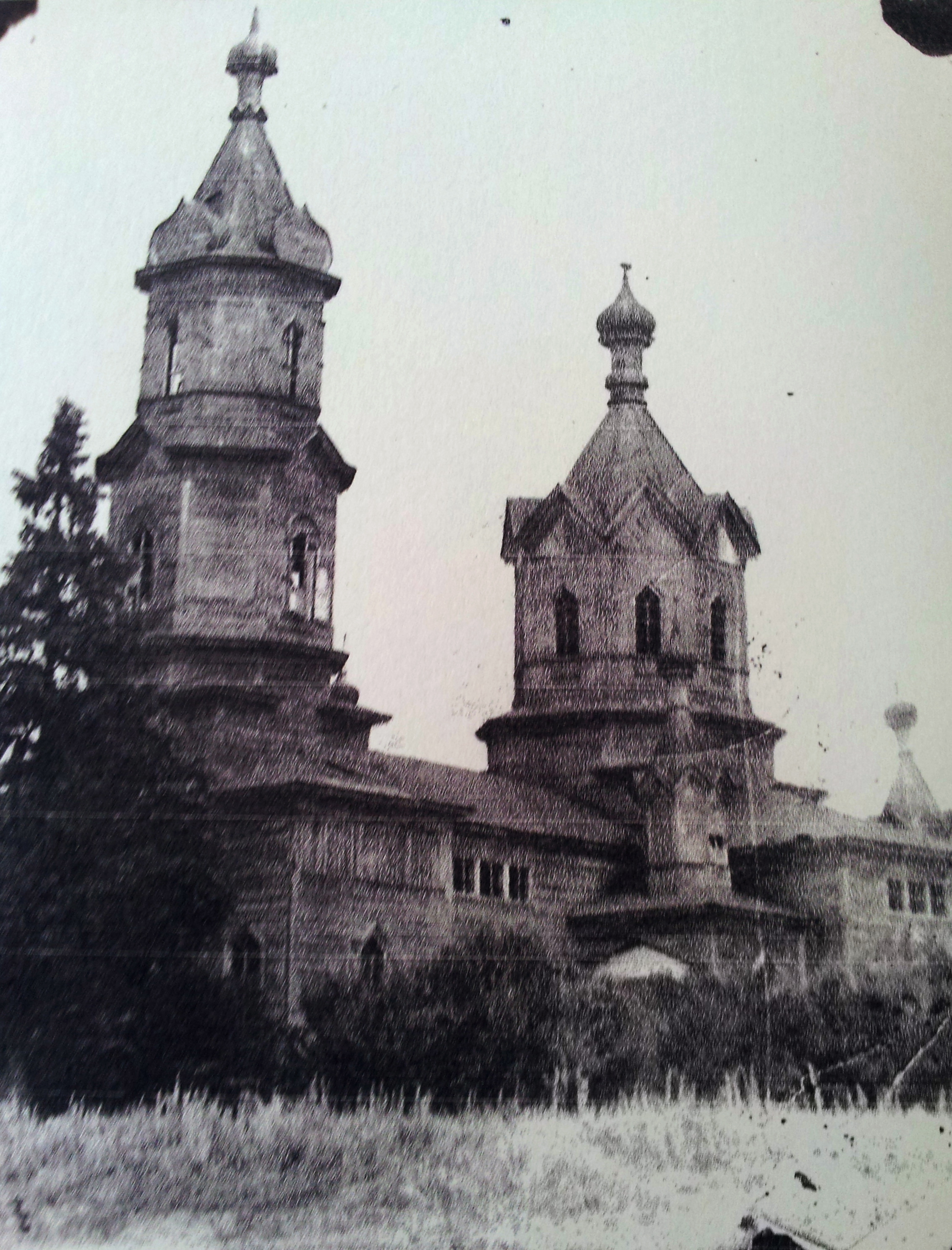
Дерев'яна Вознесенська церква, спалена комуністами за часів Радянського союзу

За даними на 1859 рік у власницькому селі Новгород-Сіверського повіту Чернігівської губернії мешкало 1413 осіб (688 чоловіків та 725 жінок), налічувалося 197 дворових господарств, існували православна церква й бурякоцукровий завод, що був збудований 1857 року, яким володіла княгиня Аглаїда Павлівна Голіцина.
Станом на 1886 рік у колишньому власницькому селі, центрі Костобобрівської волості, мешкало Шаблон:Formatnum :1606 осіб, налічувалося 316 дворових господарств, існували православна церква, школа, постоялий будинок, лавка, 3 вітряні млини, цегельний завод.
До складу Костобобрівської волості входили такі поселення (cтаном на 1892 рік):
- Село Олександрівка (мала 33 двори, у яких мешкало 109 чоловіків і 141 жінка).
- Село Архипівка (153 двори, у яких мешкало 429 чоловіків і 469 жінок),
- Село Будо-Вороб'ївська (152 двори, у яких мешкало 456 чоловіків і 458 жінок).
- Село Вороб'ївка (316 дворів, у яких мешкали 932 чоловіки і 959 жінок).
- Село Галаганівка (84 двори, у яких мешкали 292 чоловіки і 275 жінок).
- Село Грем'ячка (26 дворів, у яких мешкало 87 чоловіків і 89 жінок).
- Село Залізний Міст (167 дворів, у яких мешкали 532 чоловіки і 518 жінок).
- Село Костобобрів (394 двори, у яких мешкало 1226 чоловіків і 1254 жінки)[5].
- Село Леонівка (89 дворів, у яких мешкало 245 чоловіків і 244 жінки).
- Чайкині хутори (21 двір, у яких мешкало 30 чоловіків і 39 жінки)[6].

Станом на 1889 рік у Костобобрівській волості мешкало 9233 жителі, з них 9021 — православного віросповідання, 202 — євреї, 10 — римо-католики. Волость складалася з 11 сільських громад, відносилася до 2-го відділення поліції й підпорядковувалася земському начальникові 5-ї ділянки.

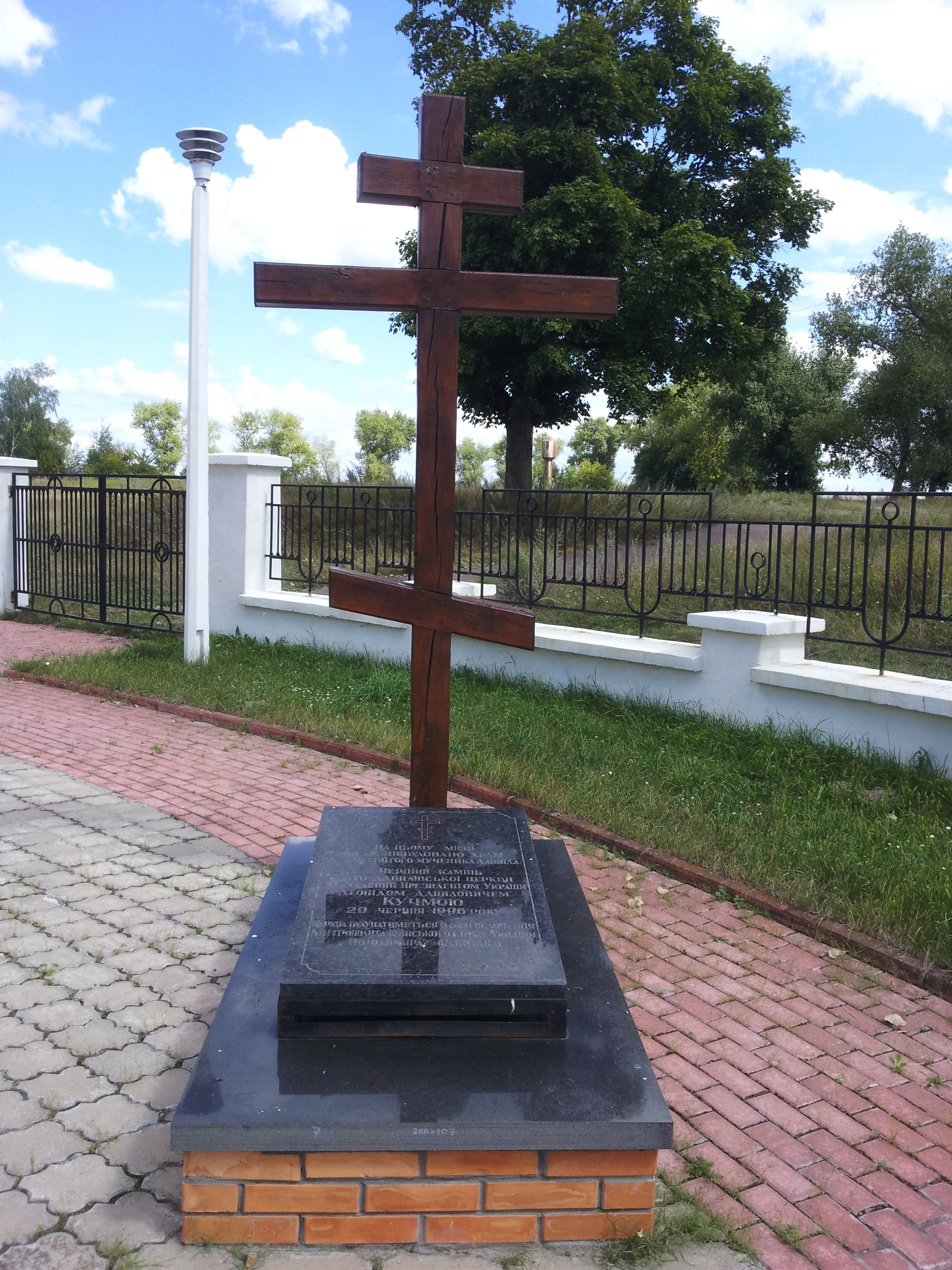
Пам'ятний знак про будівництво церкви президентом України Леонідом Кучмою

У 1897—1901 роках біля села було прокладено залізничну колію Новозибків — Пирогівка. Тоді ж була побудована залізнична станція «Костобобр».
Ініціатором будівництва цієї гілки залізниці був Косович А. Н. — капітан 2-го рангу у відставці, земський начальник, який мешкав у своєму родовому маєтку поблизу села Галаганівка. У 1900 році приставом поліції 2-го відділення Новгород-Сіверського повіту, який мешкав у с. Костобобрів, був колезький секретар Матисик И. Г. Волосним старшиною Костобобрівської волості — відставний унтер-офіцер Завацький П. Х., а писарем при ньому — селянин Куциба П. Н. До складу Костобобрівського волосного суду входили: запасний унтер-офіцер Супроненок С. К. (голова), судді — запасний єфрейтор Бєлаш А. А., селяни Асадчий Т. Н. і Андросенок Н. С. У 1901 році начальником поштово-телеграфного відділення в селі Костобобрів був колезький секретар Пагельс П. И..
За переписом 1897 року кількість мешканців зросла до 2536 осіб (1184 чоловічої статі та 1352 — жіночої), з яких 2433 — православної віри.
1923 – село стало адміністративним центром Костобобрівського району Новгород-Сіверської округи, 568 дворів, 3014 мешканців.
У 1924 році секретарем Костобобрівського районного виконавчого комітету працював Василенко К. Ф.
У 1926 році район було ліквідовано і село увійшло до складу Семенівського району Глухівської округи.
Репресії комуністичної влади торкнулися і уродженців села — так у 1937 році в Сибіру був розстріляний Яким Мазепа (1890 р.н.) — кошторисник Сибпромпроекту, за нібито належність до 'кадетсько-монархічної організації'.

## Незалежна Україна
12 червня 2020 року, відповідно до Розпорядження Кабінету Міністрів України № 730-р «Про визначення адміністративних центрів та затвердження територій територіальних громад Чернігівської області», увійшло до складу Семенівської міської громади.
19 липня 2020 року, в результаті адміністративно-територіальної реформи та ліквідації Семенівського району, село увійшло до Новгород-Сіверського району.
9 липня 2023 року за повідомленням Оперативного командування "Північ" зафіксовано обстріли: Костобобрів - вісім приходів, імовірно міномет 120 мм. Миколаївка - три приходи, ймовірно ствольна артилерія. Карповичі - вісім приходів, імовірно міномет 82 мм. 
10 січня 2024 року внаслідок заходу російської диверсійно-розвідувальної групи на територію Чернігівської області загинув мешканець села.
Згідно з переписом УРСР 1989 року чисельність наявного населення села становила 1059 осіб, з яких 448 чоловіків та 611 жінок.
За переписом населення України 2001 року в селі мешкало 825 осіб.

### Мова
Розподіл населення за рідною мовою за даними перепису 2001 року:
| Мова       | Відсоток |
| ---------- | -------- |
| російська  | 57,07 %  |
| українська | 42,68 %  |
| молдовська | 0,24 %   |

## Промисловість
У 1861 чи 1857 році в селі було побудовано цукровий завод, який належав князеві Голіцину. На заводі працювало 200 осіб і вироблялося близько 1 млн пудів цукру.
У селі також працював цегельний завод.

## Пам'ятки
- Гаркавка — гідрологічний заказник місцевого значення.
- Костобобрівський — лісовий заказник місцевого значення.

### Храми в Костобоброві
На території села було побудовано дві церкви — Покровська і Свято-Вознесенська. 
 Так як Костобор був у числі маєтків гетьманської булави: то безсумнівно, що тут був храм принаймні з 1660 року. У нинішньому Покровському храмі є євангеліє Мазепи 1701 року з нотатками різних осіб … Цей храм покровський костобоборівський побудований потугами ієрея Іоанна костоборовскаго і ктітаря Петра Ліцарєва. Освячував ієрей Іоанн і підписав моєю рукою. 

У часи Радянського Союзу дерев'яну Вознесенську церкву спалили, а в Покровській церкві була розміщена Костобобрівська середня школа. 
 За інформацією уродженки села Білодід У. К. в 1979 році, напередодні Великодня, член Комуністичної партії і уродженець села Г. підпалив Свято-Вознесенський храм за наказом чернігівського керівництва, отримавши за свої послуги пляшку горілки. У цей час у селі будувався новий будинок культури, а гроші були виділені на реставрацію церкви. Керівництво області, яке приїхало в село, вирішило, що краще ці гроші використати на будівництво будинку культури і віддало таємний наказ на знищення церкви. 

## Відомі особистості
Згідно з багатьма історичними документами, деякі уродженці села Костобоброва та їх діти зіграли важливу роль в історії Російської імперії, СРСР, Росії і України. Найбільшу міжнародну популярність здобули представники костобобрівської родини Мазеп. Серед них Мазепа І. П., прем'єр-міністр УНР і керівник уряду України у вигнанні, його дочка Мазепа Г. І., художниця-модерніст та ілюстратор.
Найвідомішою сучасною представницею родини Мазепів із Костобоброва стала донька уродженця села, секретаря комісії ООН з питань апартеїду та расової дискримінації Мазепи С. Ф. — Мазепа Г. С (Політковська), російська журналістка і правозахисниця.
У селі Костобобрів народилась Кучма П. Т., мати президента України Кучми Л. Д., там же він закінчив Костобобрівську середню школу.